# Заявление профессоров о поддержке Гитлера
«Заявление профессоров немецких университетов и вузов о поддержке Адольфа Гитлера и национал-социалистического государства» — документ, который 11 ноября 1933 года подписали более 900 учёных и преподавателей; официальный заголовок гласил «С Адольфом Гитлером за честь, свободу и право народа Германии!» (нем. Mit Adolf Hitler für des deutschen Volkes Ehre, Freiheit und Recht!), а само заявление было приурочено к празднованию «национал-социалистической революции». После 1945 года, в советской зоне оккупации Германии, заявление профессоров попало в «Список изъятой литературы».

## Список подписантов
Среди подписавших были:
- Карл фон дер Аа
- Эберхард Аккеркнехт
- Герман Бенкен
- Людвиг Биндер
- Фридрих (Фёдор) Браун
- Лео Брунс
- Карл Август Гайгер
- Вильгельм Гайслер
- Отто Гайслер
- Пауль Гаст
- Эрнст Герхардт
- Отто Глаунинг
- Артур Гольф
- Георг Бернхард Грюнвальд
- Петер Дауш
- Эвальд Заксенберг
- Бернхард Иверсен
- Петер Йек
- Кристиан Йенсен
- Петер Йенсен
- Герхард де Йонге
- Альфред Калене
- Пауль Канольд
- Пауль Кёбе
- Франц Кёглер
- Генрих Клебан
- Отто Фердинанд Юлиус Клёппель
- Карл Кифер
- Отто Клемм
- Мартин Климмер
- Людвиг Кляйн
- Фридрих Кольбек
- Вилли Кольц
- Франц Коссмат
- Петер Пауль Кох
- Юлиус Криг
- Феликс Крюгер
- Франц Карл Куцбах
- Фридрих Кучер
- Герман Кюммель
- Фридрих Кюх
- Макс Отто Лагалли
- Отто Линау
- Йозеф Липпль
- Фридрих Липсиус
- Ханс Лоренц
- Альфред Лоттермозер
- Генрих Лоттиг
- Роберт Томас Лютер
- Йоханнес Мадель
- Гарри Майнц
- Дитрих Манке
- Рудольф Меерварт
- Генрих Мейер-Бенфей
- Вальтер Мерк
- Ойген Михель
- Ойген Могк
- Макс Момзен
- Лоренц Морсбах
- Пауль Мульцер
- Петер Мюленс
- Альвин Нахтвех
- Адольф Негель
- Эмиль Неч
- Карл Ниберле
- Бернхард Нохт
- Эрвин Паппериц
- Густав Паули
- Энрике Пашен
- Балдуин Пенндорф
- Ульрих Петерс
- Рихард Петерсен
- Роберт Печ
- Вильгельм Пиндер
- Георг Пранге
- Георг Пфайльшифтер
- Рейнгольд Траутман
- Франциус, Отто
- Георг Хайдингсфельдер
- Франц Хайдингсфельдер
- Рихард Ханссен
- Курт Хассерт
- Густав Хеллер
- Эрнст Хенчель
- Август Юлиус Хервег
- Эрнст Хертель
- Корнелиус Хёльк
- Роберт Хёльтье
- Александер Хёфер
- Генрих Хильдебранд
- Макс Хойвизер
- Карл Хорст
- Александер Хофман
- Альберт фон Хофман
- Райнхард Хугерсхоф
- Валериус Хюттиг
- Карл Шалль
- Бернхард Шиллинг
- Йоханнес Шеффлер
- Карл Шиффнер
- Леонард Шмёллер
- Франц Шоб
- Роланд Шолль
- Рихард Шольц
- Бруно Шрёдер
- Эдвард Шрёдер
- Пауль Шубринг
- Хельмут Шульц
- Франц Артур Шульце
- Эрнст Шульце
- Фридрих Шумахер
- Август Эбер
- Эрих Эверт
- Эдуард Ян
- Максимилиан Ярмеркер

## Издания
- Bekenntnis der Professoren an den deutschen Universitäten und Hochschulen zu Adolf Hitler und dem nationalsozialistischen Staat. Überreicht vom Nat.-soz. Lehrerbund Deutschland, Gau Sachsen, o. J. [1933] Dresden-A. 1, Zinzendorfstr. 2; 136 S.
- Martin Heidegger: Ansprache am 11. November 1933 in Leipzig. In: Ders.: Reden und andere Zeugnisse eines Lebensweges 1910—1976. Gesamtausgabe, Abt. 1, Bd. 16, Klostermann, Frankfurt 2000, S. 190—193, ISBN 3-465-03040-0 (Dok. 104).